# Gösta Skoglund
Gösta Teodor Skoglund, född 29 april 1903 i Hudiksvalls församling, Gävleborgs län, död 14 juni 1988 i Umeå landsförsamling, Västerbottens län, var en svensk politiker (socialdemokrat). Han var Sveriges kommunikationsminister 1957–1965.

## Biografi
Gösta Skoglund föddes i Hudiksvall som son till fiskeriinstruktören Theodor Hjalmar Skoglund (1878–?) och Beda Olivia Eriksson Mogren (1877–1966). Han tog folkskollärarexamen 1925, och blev därefter ordinarie lärare i Umeå 1927. Från året därpå var han redaktör för tidskriften Ostkusten, en position han behöll vid sidan av den ordinarie tjänsten fram till 1957. Han blev styrelseledamot för Svenska ostkustfiskarnas centralförbund 1934, och var dess ordförande 1952–1964. Åren 1946–1976 var Gösta Skoglund var ordförande för Medlefors folkhögskola i Skellefteå. Som ordförande i styrelsen för Västerbottens museum verkade han bland annat för en avdelning för sjöfart, säljakt och fiske.
Gösta Skoglund gifte sig 1940 med Anna Maria Alenius (1906–1977). De är begravda på Norra kyrkogården på Sandbacka i Umeå.

## Politikern

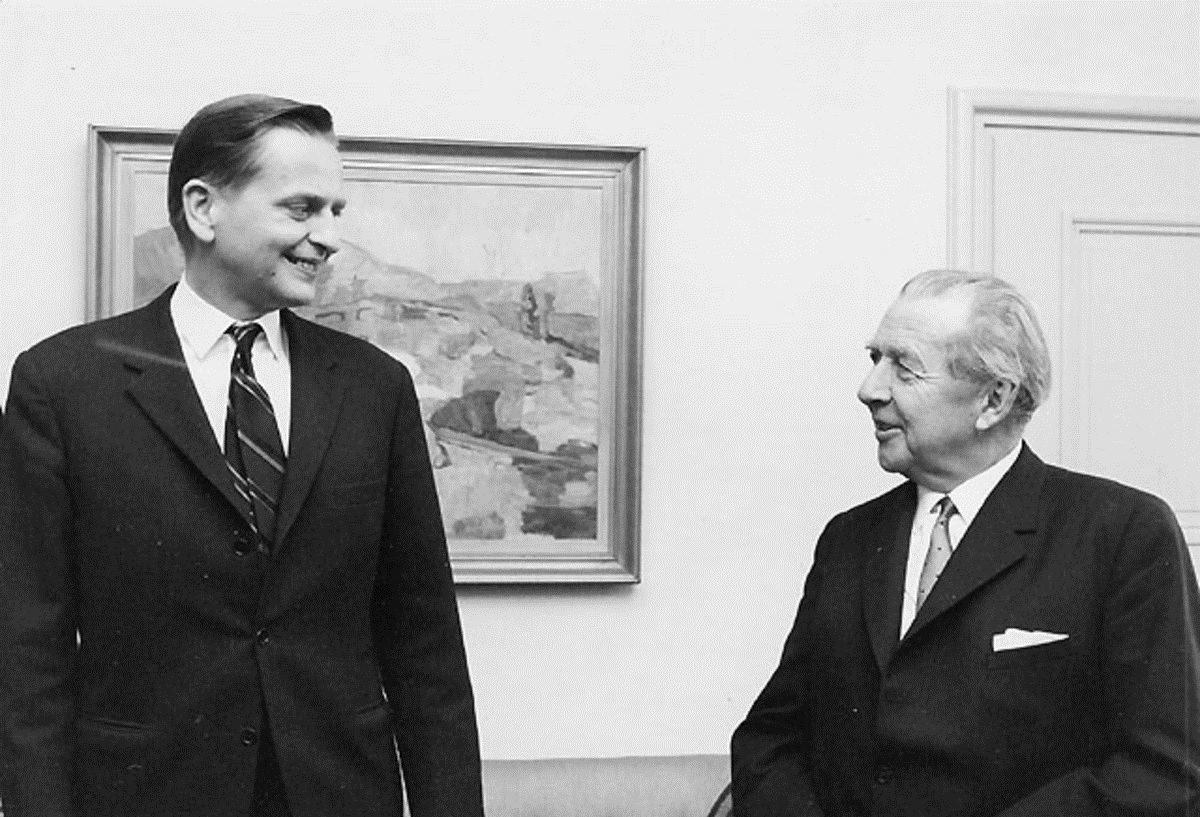
Gösta Skoglund (t.h.) lämnar sin post som kommunikationsminister och efterträds av Olof Palme, den 25 november 1965.

Till politiken värvades Skoglund 1938 då han blev landstingsman i Västerbotten. Han stannade som ledamot till 1973, och var bland annat ordförande i landstingets förvaltningsutskott åren 1954–1963 och för Västerbottens läns landsting åren 1971–1973.
Han var riksdagsledamot av andra kammaren 1940–1970 (invald i Västerbottens läns valkrets). I riksdagen utsågs han 1954 till ordförande i förvaltningsutskottet. Efter Sture Henrikssons självmord 1957 värvades Skoglund till Tage Erlanders regering som kommunikationsminister, vilket han förblev till 1965 då han efterträddes på posten av Olof Palme. I riksdagen var Skoglund Socialdemokraternas gruppledare i andra kammaren. Skoglund var också ledamot av Nordiska rådet.

## Lokalpatrioten
Under hans tid i Kommunikationsdepartementet utvecklades vägnätet, framför allt i Norrland. Arlanda byggdes och det regionala flygplatsnätet etablerades. Men Skoglund är i första hand ihågkommen för att ha verkat för att Umeå lasarett – numera Norrlands universitetssjukhus – fick status som regionsjukhus och för att ha drivit igenom grundandet av Umeå universitet. Vid det senare utsågs Skoglund redan 1958 – innan universitetets formella invigning 1965 – till hedersdoktor vid odontologisk fakultet, och 1972 utsågs han även till hedersdoktor vid medicinska fakulteten I samband med hans 80-årsdag 1983 inrättades en fond till hans minne vid Centrum för regionalvetenskap (Cerum), och 1985 erhöll han Umeå universitets förtjänstmedalj. Han finns också avbildad på en byst i centralentrén till Norrlands universitetssjukhus.
Gösta Skoglund fick 1982 en väg vid universitetsområdet i Umeå uppkallad efter sig, Gösta Skoglunds väg, som sträcker sig från sjukhuset mellan Campus Umeå och Uminova/Ålidhöjd förbi Iksu ut mot Kolbäcksvägen/E4.